# Onciale 0225
- Papyrus
- Onciale
- Minuscules
- Lectionnaire

Le Codex 0225 (dans la numérotation Gregory-Aland), est un manuscrit du Nouveau Testament sur parchemin écrit en écriture grecque onciale.

## Description
Le codex se compose de trois folios. Il est écrit en deux colonnes par page, de 21-27 lignes par colonne. Les dimensions du manuscrit sont 25 x 18 cm,. Les paléographes datent ce manuscrit du VIe siècle.
C'est un manuscrit contenant le texte de Deuxième épître aux Thessaloniciens (5,1-2.8-9.14-16.19-6,1.3-5; 8,16-24).
Le texte du codex représenté type alexandrin. Kurt Aland le classe en Catégorie II.
Lieu de conservation
Il est conservé à la Bibliothèque nationale autrichienne (Pap. G. 31489) à Vienne. Place actuelle du logement est inconnue
Bibliothèque nationale autrichienne (Pap. G. 19802) à Vienne,.